# Brindle Cliffs
Die Brindle Cliffs sind bis zu 610 m hohe, markante und unvereiste Felsenkliffs an der Fallières-Küste des Grahamlands auf der Antarktischen Halbinsel. Sie ragen 10 km östlich des Kap Jeremy auf, dem Grenzpunkt zwischen der Fallières-Küste und der südlich liegenden Rymill-Küste des Palmerlands.
Erstmals gesichtet und aus der Luft fotografiert wurden sie am 16. August 1936 bei der British Graham Land Expedition unter der Leitung des australischen Polarforschers John Rymill. Der Falklands Islands Dependencies Survey nahm 1948 eine Vermessung vor und benannte die Kliffs nach ihrer durch Bänderung hervorgerufenen gestreiften (englisch brindle) Färbung.